# Mehanika
Mehánika (starogrško μηχανική: mehaniké), tudi klásična mehánika, kadar želimo poudariti razlikovanje od kvantne ali relativistične mehanike, je veja fizike, ki obravnava gibanje in mirovanje teles ter gibanje le-teh pod vplivom sil. Zajema kinematiko, ki preučuje gibanje teles, ne da bi se zanimala za vzrok gibanja; statiko, ki obravnava sisteme v ravnovesju, pri katerih je vsota vseh zunanjih sil in navorov enaka nič; ter dinamiko, ki obravnava gibanje teles pod vplivom sil ali navorov.
Razširitve klasične mehanike so relativistična mehanika, ki obravnava obnašanje teles pri hitrostih, katere v primerjavi s hitrostjo svetlobe niso majhne, ter kvantna mehanika, ki obravnava obnašanje zelo majhnih delcev, npr. atomov, elektronov in podobno.

## Kratek pregled klasične mehanike
Veja mehanike, ki opisuje gibanje, ne da bi se spraševala po vzrokih zanj, se imenuje kinematika. Gibanje je lahko premo, krožno ali nihanje. Pri tem se navadno omeji na točkasta ali toga telesa. Kinematika operira s pojmi, kot so čas, pot, hitrost in pospešek.
Gibanje teles ali spreminjanje njihove oblike zaradi sil opisuje dinamika. Ob pojmih iz kinematike so v dinamiki pomembne še masa, sila, gibalna količina, energija, pri vrtenju tudi vztrajnostni moment, navor in vrtilna količina. Naloga dinamike je določitev gibalnih enačb, ki podajajo tir telesa v odvisnosti od zunanjih sil. Njihova najbolj znana formulacija so Newtonovi zakoni gibanja, ob njih pa sta včasih uporabni tudi Lagrangeeva in Hamiltonova formulacija gibalnih enačb. Poseben primer dinamike je statika, ki obravnava primere, pri katerih so sile in navori v ravnovesju.
Opis sistema je razmeroma preprost, kadar se omejimo na točkasta ali toga telesa. Pri telesih, ki se deformirajo, pa je opis bolj zapleten. Podpodročji dinamike, ki obravnavata deformacijo teles, sta tako obsežni, da imata svoji imeni. Deformacijo trdnih teles obravnava elastomehanika, deformacijo tekočin pa mehanika tekočin. Ne ena, ne druga se ne ukvarjata z mikroskopsko zgradbo snovi, ampak snov obravnavata kot kontinuum - zvezno in nepretrgano sredstvo - zato je skupno ime zanju tudi mehanika kontinuov...